# المرأة في فرنسا

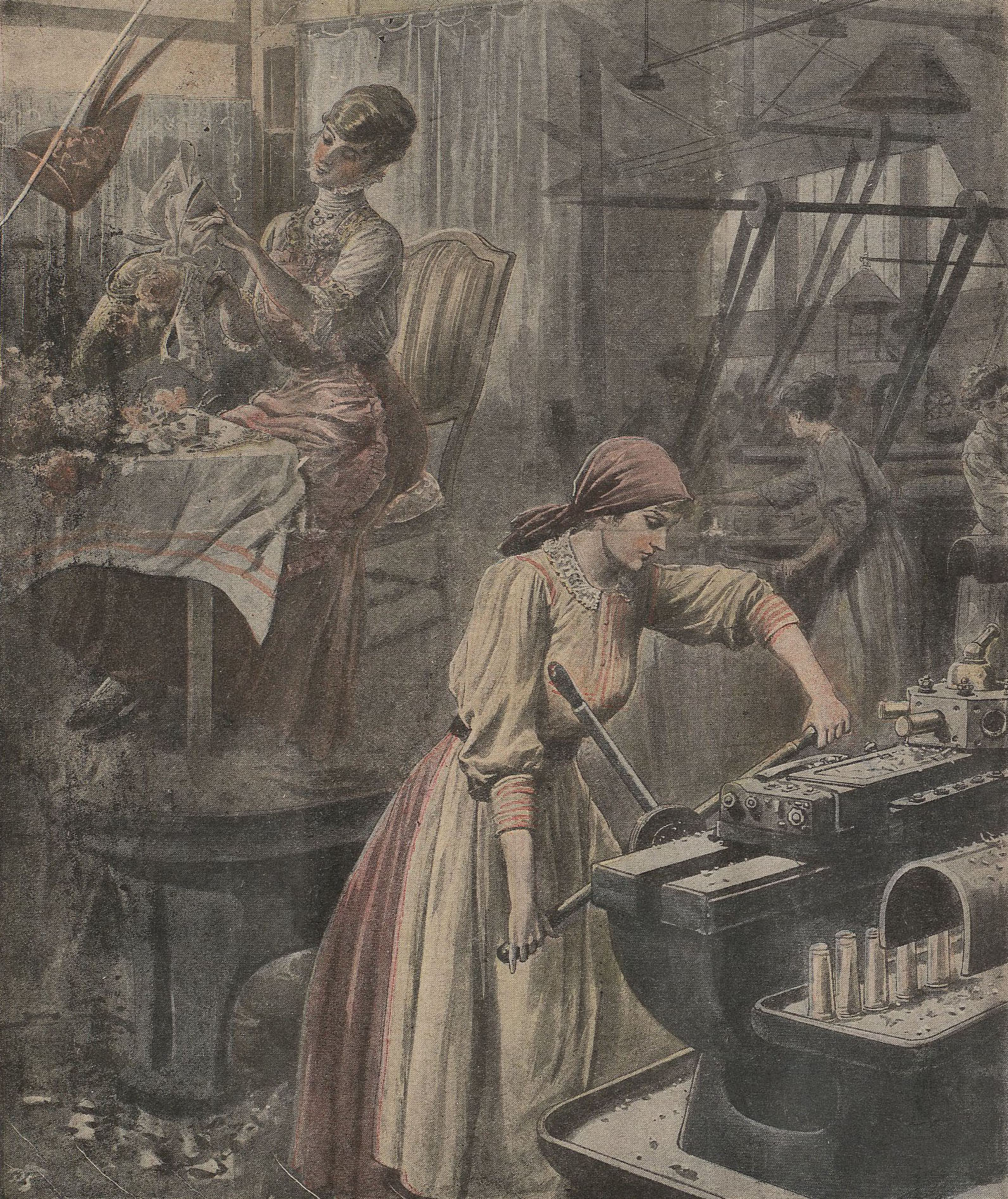
بورتريه للمرتبة الاجتماعية للمرأة الفرنسية سنة 1916

عرف دور المرأة الفرنسية في المجتمع الفرنسي على مستوى مختلف المجالات تغيرات عديدة عبر التاريخ.

## تاريخيا

### في المجتمع
كان الدور الأساسي للمرأة الفرنسية في المجتمع الفرنسي تقليديا يكمن في الاهتمام بالشؤون الأسرية والمنزلية كمدبرة منزل. تختص في الطهو الفرنسي، الاهتمام بالأطفال، حصاد المحاصيل الزراعية وإطعام الحيوانات في المزرعة. بعد الثورة الصناعية في فرنسا، تحول دور المرأة في المجتمع حيث أصبح تعمل في المصانع والغسيل. لكن الأمر لم يشمل النساء البورجوازيات في ذلك العهد اللواتي كن يكتفين بمساعدة أزواجهن. أما النساء الأقل مرتبة، اجتماعية فكن ملزمات بتسليم أبنائهم للعمل الإجباري.
منذ 1944، طرأ تغيير في دور المرأة الفرنسية في المجتمع حيت أصبحت لها مكان في البرلمان بعد إقرار قانون يمنح الحق للمرأة في التصويت. وإلى حدود 1960 لم يكن للمرأة الحق في العمل أو إنشاء حساب بنكي إلا بعد إذن من زوجها.
يصل حاليا معدل أمد الحياة بالنسبة للنساء الفرنسيات إلى 80.9 سنة ما يطلق عليهن لقب «نساء معمرات »، حيث أصبحن يتمتعن بمستوى ثقافي عالي كما أصبحن رائدات في عدة مجالات كريادة الأعمال والحياة السياسية والدبلوماسية خاصة في العاصمة باريس.

### في التعليم
التعليم في فرنسا كان مفتوحا للفتيات، لكن لم يكن بإمكانهن التقديم للوظائف العمومية التي تخولها لهن الشهادات الدراسية آنذاك، كل ما كان يكنهن الاستفادة به من تعليمهن هو مساعدة الإخوة الذكور في الدراسة. بالجهة المقابلة عند أبناء النبلاء والبرجوازيين كان يسمح للفتيات بالدراسة إلى جانب الذكور، عند التخرج يبعث الذكور للدراسة في الجامعة لكن الفتيات يكملن دراستهن حسب منهج دراسي محدد.
في عصر التنوير اختلفت التقاليد الدراسية، حيث أصبحت النساء لهن الفرصة للدراسة وإكمال التعليم في الجامعات.

## الحقوق والصحة
اكتسبت النساء الفرنسيات حقوق الإنجاب خلال النصف الثاني من القرن 20، حيث سمح قانون 1967 بتحديد النسل. وسمح قانون لاو بالإجهاض. مؤشرات وفاة الأمومة في فرنسا وصلت إلى 8 وفيات في كل 100 ألف حسب تقديرات 2010. مؤشر الإيدز الفرنسي قدر نسبة الفيروس بين النساء الفرنسيات في 0.4% (بين 15–49 سنة) خلال سنة 2009.
تعتبر فرنسا من الدول الأولى التي أقرت قانون عقابي ضد ختان الإناث.

## الحياة الأسرية

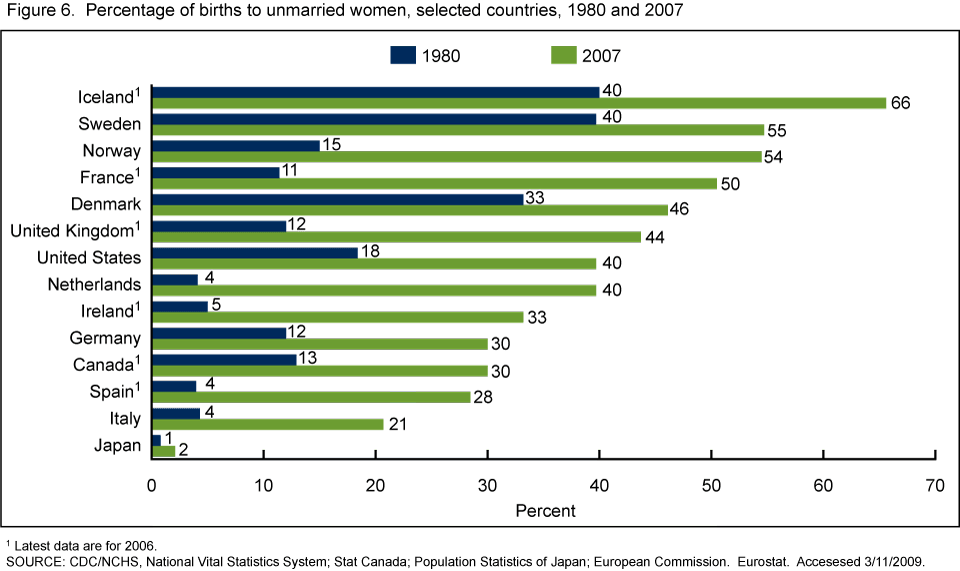
معدل الولادات بين النساء العازبات في أوروبا بين سنوات 1980 و2007. حيث يظهر معدل ولادات الأطفال خارج مؤسسة الزواج في فرنسا ارتفاعا خلال الفترة الذكورة.

مقارنة مع دول البحر الأبيض المتوسط الأوروبية والرومانية الكاثوليكية، تتبع المؤسسة الأسرية الفرنسية سياسة محافظة، بعديا عن قانون نابليون النساء الفرنسيات المتزوجات لهن كامل الحق في العمل والتداول دون إذن مسبق من الزوج منذ 1965. إضافة إلى تعديل 1985 الذي بموجبه تصبح للأبناء ملكية شخصية مستقلة عن الأب الذي كان هو الممثل الوحيد للعائلة الفرنسية سابقا. الخيانة الزويجية أسقطت من الجرائم
في 1999 طالبت مجموعة من المجتمع المدني تطلق على نفسها «الباكس » السماح بالزواج من نفس الجنس، وفي 2005 أصدر قانون الطلاق الذي وضع 4 أنواع للطلاق من بيهم جواز المرأة خلع زوجها.
النظرة التقليدية للأسرة الفرنسية تغيرت تماما خصوصا بعد وانتشار ظاهرة المساكنة، حيث ارتفع عدد الأطفال المولودين خارج إطار الزواج. وفي استطلاع أبدى 35.4% من الفرنسيين رضاهم عن المساكنة خارج الزواج.
منذ 2014، 58% من الأطفال حديثي الولادة هم خارج نطاق الزواج. مما أجبر المحكمة الأوروبية لحقوق الإنسان في 2001 على الضغط على فرنسا لتغيير بعض القوانين المتعلقة بالأطفال خارج الزواج. وفي 2013 طبقت فرنسا بعض التغيرات حول قانون الأطفال خارج الزواج لكنه لم يطل سوى الأطفال المولودين بعد 2001.

## النسوية
بدأت الحركة النسوية في فرنسا خلال الثورة الفرنسية، حيث اشتهرت عدة نساء فرنسيات خلال القرن 19 من بينهن لويز ميشيل، إليزابيث دميتريف وناثالي ليميل المزدادتان بروسيا.
الكاتبة الفرنسية سيمون دي بوفوار فيلسوفة وجودية ونظرية اجتماعية وناشطة سياسية تبنت الدفاع عن فكرة النسوية في فرنسا، حيث تدافع من خلال مؤلفها الجنس الآخر عن حقوق النسوية وتطرح معاملة النساء على مر التاريخ، وغالباً ما يعتبر هذا الكتاب العمل الرئيسي للفلسفة النسوية، ونقطة انطلاق لموجة ثانية من النسوية.

## العنف الأسري
خلال القرن 21، اتخذت فرنسا عدة إجراء ات لمحاربة العنف الأسري والعنف ضد المرأة، حيث أن قانون رقم 769–2010 الصادر في 9 يوليو 2010 جاء خصيصا لحالات «العنف المنزلي» و«العنف ضد الزوجات والأطفال». كما أنشئت فرنسا مايسمى «بالمؤتمر الأوروبي لمحاربة العنف ضد النساء والعنف داخل الأسر ».
في فرنسا بين سنوات 2004 و2009 أُظهِر بأن الآباء هم المسؤولين عن 80% من حالات قتل النساء.

## الدين
الديانة التقليدية في فرنسا هي الرومانية الكاثوليكية، لكن اليوم أصبحت الديانة حرية شخصية فرنسا كما معظم الدول الأوروبية. في فرنسا تم إقرار حرية الاعتقاد خلال إعلان حقوق الإنسان والمواطن الصادر سنة 1789. حاليا في فرنسا تعرف فرنسا تزايدا في المسلمين القاطنين بفرنسا، وعليه تم تطبيق الحظر الفرنسي لغطاء الوجه سنة 2010 وفي 2014 صادقت المحكمة الأوروبية لحقوق الإنسان على القانون الفرنسي بعد جدل واسع في أنحاء أوروبا.

## الفن

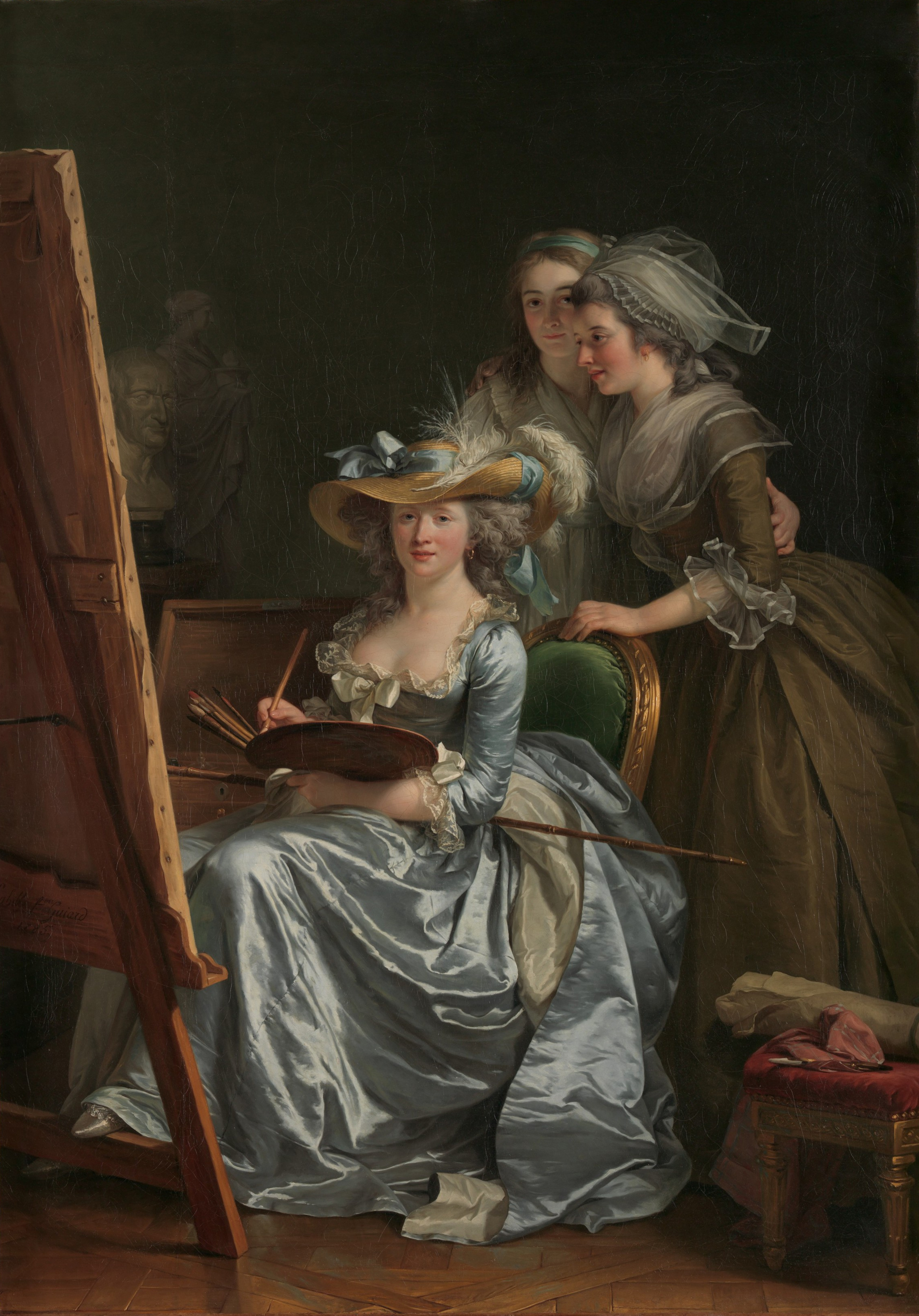
بورتريه ذاتي لسيدتين فرنسيتين سنة 1785 بواسطة أديلايد لابيه جيار.

خلال بدايات القرن 18 لم تكن المواهب الفرنسية في فن رسم إلا من كن يدرسن في المدرسة الفنية أمثال إليزابيث لويز فيغ لوبرون وأديلايد لابيه جيار وأني فالاير كوستر التي رسمت بورتريه شخصي لماري أنطوانيت وبنات لويس الخامس عشر.
بعد الثورة الفرنسية اكتسبت المرأة الفرنسية مساحة أكبر في الميدان الفني، حيث أصبحن يظهرن موهبتهن في رسم أحداث الثورة ثم أصبحن يعرضن أعمالهن في الصالونات الثقافية الفرنسية وأكسبن جمهورا واسعا.
حاليا ومنذ 1970 انفتحت المرأة الفرنسية على الفن من خلال إدراجها ضمن المقررات الدراسية ونجحت في فرض نفسها على الساحة الفنية كالرسامة روزا بونور المشهورة برسوماتها في عالم الحيوان.